# Gara Ploiești Triaj
Gara Ploiești Triaj este o gară care deservește municipiul Ploiești, România.